# Christoph Jacob Trew

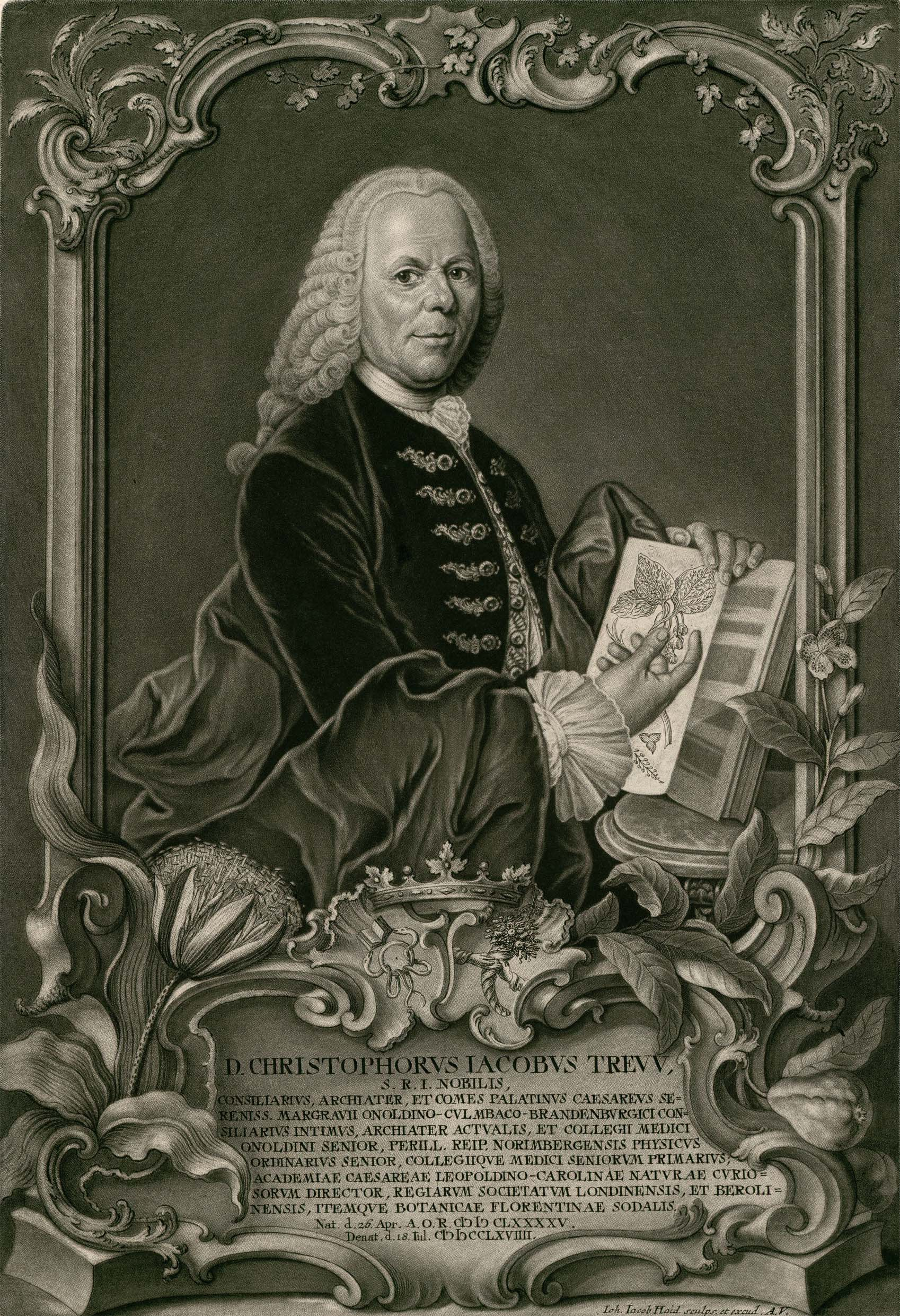
Porträt veröffentlicht in seinem Werk Plantae selectae, 1750

Christoph Jacob Trew [trɔʏ̯] (* 26. April 1695 in Lauf an der Pegnitz; † 18. Juli 1769 in Nürnberg) war ein deutscher Arzt, Botaniker und Naturforscher. Sein offizielles botanisches Autorenkürzel lautet „Trew“.

## Leben und Wirken
Trew war der Sohn eines Apothekers, studierte Medizin in Altdorf bei Nürnberg und begann 1717 eine dreijährige Studienreise. Sie führte ihn nach Würzburg, Frankfurt am Main, Darmstadt, Mainz, Straßburg, durch die Schweiz und schließlich nach Paris, wo er 13 Monate blieb. Anschließend hielt sich Trew ein Jahr in Leiden auf. Von dort aus führte ihn seine Reise nach Hamburg, Danzig und Königsberg. Auf der   Rückreise besuchte Trew Leipzig, Halle an der Saale, Jena und Erfurt. 1720 kam er in Nürnberg an, und wurde dort als Physicus ordinarius („Ordentlicher Amtsarzt“) in das Collegium medicum  aufgenommen.
Mit den Nürnberger Ärzten Johann Christoph Götze (1688–1733), Johann Christoph Homann (1703–1730), Christoph Wilhelm Preisler (1702–1734) und Johann Heinrich Schulze gründete Trew 1730 die Societas Commercii Literarii. Das von der Gesellschaft zwischen 1731 und 1745 herausgegebene Wochenblatt Commercium litterarium ad rei medicinae et scientiae naturalis gilt als erste rein medizinische Fachzeitschrift im deutschen Sprachgebiet. Trew verfasste für das Blatt 133 anatomische, chirurgische oder botanische Beiträge. Seit 1734 war er dessen alleiniger Herausgeber. 1743 wurde Trew Herausgeber („Director Ephemeridum“) der Kaiserlich-Leopoldinisch-Carolingischen Akademie der Naturforscher und gab als solcher die Zeitschrift der Leopoldina heraus. Für die Zeitschrift verfasste er 137 Abhandlungen.
Über seine ärztliche Praxis hinaus führte er medizinische Grundlagenforschung durch und lehrte an der Universität. Er war Gönner und Freund des Pflanzenmalers Georg Dionysius Ehret. Viele von Ehrets Pflanzenzeichnungen gingen an Trew und dienten später als Illustrationen für dessen Werke Hortus nitidissimIs (1750–1786) und Plantae selectae (1750–1773).
Am 27. Januar 1727 wurde Trew mit dem akademischen Beinamen Heraclianus als Mitglied (Matrikel-Nr. 394) in die Leopoldina aufgenommen. Am 17. April 1746 wurde er als Mitglied in die Royal Society aufgenommen.
Trews Grab befindet sich auf dem Johannisfriedhof in Nürnberg.

## Nachlass
Trew hinterließ die größte bekannte Briefsammlung mit medizinischem und naturwissenschaftlichem Schwerpunkt (sie enthält mehr als 19.000 Briefe, unter anderem von Albrecht von Haller, Conrad Gessner, Lorenz Heister und Johann Peter Ernst von Scheffler).
Seine Bibliothek, die 23.845 physische Bände mit 34.000 Titeln enthält, ist einer der größten naturkundlichen Wissensspeicher seiner Zeit. 1768 überließ er seine komplette Sammlung der Universität Altdorf. Nach Auflösung der Universität 1809 gelangte sie an die Universitätsbibliothek in Erlangen, die sie noch heute besitzt. Dort befinden sich auch fünf seiner sechs Stammbücher, die er von 1713 bis 1769 geführt hat und in denen sich zahlreiche bedeutende Vertreter des europäischen Geisteslebens eingetragen haben. Die dazugehörige 19.000 Briefe umfassende Briefsammlung wurde in den Jahren 1930 bis 1940 durch Eleonore Schmidt-Herrling durchgesehen und katalogisiert, die auch bei der historischen Beschreibung des Buchbestands half.

## Ehrungen
Nach Trew sind die Pflanzengattungen Trevia L. (1753), Trewia L. (orth. var., 1754), Wetria Baill. (1858), Pseudotrewia Miq. (1859), Wetriaria (Müll. Arg.) Kuntze (1903) und Neotrewia Pax & K.Hoffm. (1914) benannt. Auch das Christoph-Jacob-Treu-Gymnasium in seiner Geburtsstadt Lauf an der Pegnitz wurde nach ihm benannt.

## Schriften (Auswahl)
- De sudoribus nocturnis. Meyer, Altdorf 1714 (Digitalisat) – Präses: Johann Jakob Jantke (1687–1768).
- De chylosi foetus in utero. Kohles, Altdorf 1715 (Digitalisat).
- Gründliche Nachricht dessen was bey einer raren Haupt-Wunden welche ein junger Ziegeuner von seinem Cameraden durch einen Schuß erlitten, sowohl währender Cur als auch erfolgter Section observirt worden: vieler denckwürdigen Umstände wegen Allen Liebhabern der Wunder-vollen Oeconomie des menschlichen Cörpers zur Bewunderung, Denen Gelehrten aber zur Untersuchung aufgezeichnet. Wolrab, Nürnberg 1724 (Digitalisat).
- Beschreibung der grossen americanischen Aloe, theils aus bewährten autoribus, theils aus eigener Erfahrung zusammen getragen. Wobei das tägliche Wachsthum des Stengels der in 1726. Jahr zu Nürnberg verblüheten Aloe in Tabellen mit observationibus meteorologicis erläutert, und die natürliche Beschaffenheit des reiffen Saamens vorgestellet wird. Nürnberg 1727 (Digitalisat).
- Vertheidigung der Anatomie, Durch einen gründlichen Beweiß, Daß die Zergliederung derer Menschen und Thiere, sowol als das Aufbehalten derer Menschlichen Theile nicht nur nach allen Göttlichen und Menschlichen Gesetzen erlaubet, sondern auch an sich selbsten nicht verächtlich seye: In einer Rede Auf dem Nürnbergischen Theatro Anatomico bey öffentlichen Demonstrationibus eines Männlichen Cörpers den 21. Jan. A. 1728 vorgetragen. Endter und Engelbrecht Adelbulner, Nürnberg 1729 (Digitalisat).
- De vasis linguae salivalibus atque sanquiferis. Nürnberg 1734 (Digitalisat).
- Hortus nitidissimis … 1750–1786.
- Librorum botanicorum catalogi duo, quorum prior recentiores quosdam posterior plerosque antiquos ad annum MDL usque excusos. Fleischmann, Nürnberg 1752 (Digitalisat).
- Librorum botanicorum catalogus tertius in quo recentiores quosdam ad ductum propriae collectionis porro recenset D.C.I. Trew. de Launoy, Nürnberg 1757 (Digitalisat).
- Cedrorvm Libani Historia Earvmqve Character Botanicvs. Nürnberg 1757 (Digitalisat).
- Plantae selectae … pinxit Georgius Dionysius Ehret … 1750–1773, Supplement 1790 (doi:10.5962/bhl.title.816).
  - Uitgezochte Planten … 1771 (Digitalisat).
- Plantae rariores … 1763.
- Herbarium Blackwellianum … Nürnberg 1757–1773 (doi:10.5962/bhl.title.567) – Neuauflage des von Elizabeth Blackwell geschaffenen A Curious Herbal [1737/1739].
- Tabulae Osteologicae … Nürnberg 1767 (Digitalisat).

### Biografien
- Tilman Rau: Trew, Christoph Jacob. In: Neue Deutsche Biographie (NDB). Band 26, Duncker & Humblot, Berlin 2016, ISBN 978-3-428-11207-4, S. 410 (Digitalisat).
- Ernst Wunschmann: Trew, Christoph Jacob. In: Allgemeine Deutsche Biographie (ADB). Band 38, Duncker & Humblot, Leipzig 1894, S. 593–595.
- J. C. Ziehl: Erinnerungen an Christoph Jacob Trew und seine Zeit. Bauer & Raspe, Nürnberg 1857 (Digitalisat).

### Zur Rezeption
- Hans Dickel, Elisabeth Engl, Ursula Rautenberg (Hrsg.): Frühneuzeitliche Naturforschung in Briefen, Büchern und Bildern. Christoph Jacob Trew als Sammler und Gelehrter. Hiersemann, Stuttgart 2021 (= Bibliothek des Buchwesens. Band 29), ISBN 978-3-7772-2104-5.
- Hans Dickel: Die Bildgeschichte der Botanik. Pflanzendarstellungen aus vier Jahrhunderten in der Sammlung Dr. Christoph Jacob Trew (1695-1769). Imhof, Petersberg, 2019, ISBN  978-3-7319-0808-1.
- Elisabeth Engl: Die medizinisch-naturkundliche Bibliothek des Nürnberger Arztes Christoph Jacob Trew. Analyse einer Gelehrtenbibliothek im 18. Jahrhundert. Hiersemann, Stuttgart 2020 (= Bibliothek des Buchwesens. Band 28), ISBN 978-3-7772-2029-1; zugleich Dissertation Universität Erlangen-Nürnberg 2019.
- Susanne Grosser: Ärztekorrespondenz in der Frühen Neuzeit: der Briefwechsel zwischen Peter Christian Wagner und Christoph Jacob Trew. Analyse und kommentierte Edition. De Gruyter, Berlin / Boston MA 2015, ISBN 978-3-11-041140-9; zugleich Dissertation Universität Erlangen-Nürnberg 2014.
- Eleonore Schmidt-Herrling: Die Briefsammlung des Nürnberger Arztes Christoph Jacob Trew. Erlangen 1940 (Digitalisat).
- Thomas Schnalke: Wissensorganisation und Wissenskommunikation im 18. Jahrhundert: Christoph Jacob Trew. Europäische Geschichte Online, hrsg. vom Institut für Europäische Geschichte (Mainz), 2012, urn:nbn:de:0159-2011121249.
- Thomas Schnalke: Medizin im Brief. Der städtische Arzt des 18. Jahrhunderts im Spiegel seiner Korrespondenz (= Sudhoffs Archiv, Beihefte. Band 37). Franz Steiner Verlag, Stuttgart 1997.
- Thomas Schnalke: Natur im Bild. Anatomie und Botanik in der Sammlung des Nürnberger Arztes Christoph Jacob Trew. Eine Ausstellung aus Anlaß seines 300. Geburtstages (= Schriften der Universitätsbibliothek Erlangen-Nürnberg. Band 27). Erlangen 1995.
- Hubert Steinke (Hrsg.): Der nützliche Brief. Die Korrespondenz zwischen Albrecht von Haller und Christoph Jakob Trew 1733–1763. Basel 1999 (= Studia Halleriana. Band 5).
- William Louis Tjaden: Hortus nitidissimus. In: Taxon. Band 20, Nr. 4, 1971, S. 461–466 (JSTOR:1218246).
- Christoph Jakob Trew: Erlesene Pflanzen. Nach den 100 kolorierten Kupfern der „Plantae selectae“ aus den Jahren 1750 bis 1775. Mit Erläuterungen und einem Nachwort von Edmund Launert. Harenberg, Dortmund (= Die bibliophilen Taschenbücher. Band 255).
- Bernd Ullrich: Christoph Jacob Trews farbige Pflanzenzeichnungen. In: Kakteen und andere Sukkulenten. Band 44, Nr. 4, 1993, S. 80–85.